# Benito Juárez nemzetközi repülőtér
A Benito Juárez nemzetközi repülőtér (IATA: MEX, ICAO: MMMX) Mexikó legjelentősebb nemzetközi repülőtere. Mexikóváros keleti részén, Venustiano Carranza kerületben található. Éves utasforgalma 46 258 521 fő (2022).

## Futópályák
A repülőtér futópályái:
- 05L/23R (3963 m, 45 m, aszfalt)
- 05R/23L (3985 m, 45 m, aszfalt)

## Forgalom
Az utasforgalom az elmúlt években az alábbi módon változott:
| Utasok száma | 12 152 000 | 18 889 000 | 17 833 000 | 20 599 000 | 22 939 714 | 26 152 621 | 26 365 310 | 38 430 494 | 47 697 541 | 46 258 521 |
|              | 1990       | 1994       | 1997       | 2001       | 2004       | 2008       | 2011       | 2015       | 2018       | 2022       |

## Légitársaságok és úticélok
2023-ban a Benito Juárez nemzetközi repülőtérről az alábbi járatok indulnak:

### Személy
| Légitársaság        | Célállomások |
| ------------------- | --- |
| Aeroméxico          | Acapulco, Aguascalientes, Amszterdam, Bogotá, Buenos Aires–Ezeiza, Cancún, Chetumal, Chicago–O'Hare, Chihuahua, Ciudad del Carmen, Ciudad Juárez, Cozumel, Culiacán, Denver, Guadalajara, Guatemala City, Havana, Hermosillo, Houston–Intercontinental, Huatulco, La Paz, Las Vegas, León/El Bajío, Lima, London–Heathrow, Los Angeles, Madrid, Mazatlán, Medellín–JMC, Mérida, Mexicali, Miami, Monterrey, Montréal–Trudeau, New York–JFK, Oaxaca, Orlando, Párizs-Charles de Gaulle repülőtér, Puerto Vallarta, Querétaro, Quito, Róma–Fiumicino, San Francisco, San José (CR), San José del Cabo, San Luis Potosí, Santo Domingo–Las Américas, São Paulo–Guarulhos, Seattle/Tacoma, Seoul–Incheon (újrakezdődik 2024 március 30-tól), Tapachula, Tijuana, Tokyo–Narita, Toronto–Pearson, Torreón/Gómez Palacio, Tuxtla Gutiérrez, Vancouver, Veracruz, Villahermosa Szezonális: Reynosa, Santiago de Chile (újrakezdődik 2023. október 28-tól) |
| Aeroméxico Connect  | Acapulco, Aguascalientes, Austin, Campeche, Cancún, Chetumal, Chihuahua, Ciudad del Carmen, Ciudad Juárez, Ciudad Obregón, Ciudad Victoria, Cozumel, Culiacán, Dallas/Fort Worth, Durango, Guatemala City, Hermosillo, Houston–Intercontinental, Huatulco, Ixtapa/Zihuatanejo, La Paz, León/El Bajío, Los Mochis, Managua, Manzanillo, Matamoros, Mazatlán, Mérida, Minatitlán/Coatzacoalcos, Morelia, Nuevo Laredo, Oaxaca, Puerto Escondido, Puerto Vallarta, Querétaro, Reynosa, San Antonio, San José (CR), San José del Cabo, San Luis Potosí, San Pedro Sula, San Salvador, Santo Domingo–Las Américas, Tampico, Tapachula, Tegucigalpa/Comayagua (vége 2023. október 28-tól), Tepic, Tulum (kezdődik 2023. december 1-től), Tuxtla Gutiérrez, Veracruz, Villahermosa, Zacatecas |
| Air Canada          | Montréal–Trudeau, Toronto–Pearson, Vancouver |
| Air France          | Párizs-Charles de Gaulle repülőtér |
| All Nippon Airways  | Tokyo–Narita |
| American Airlines   | Charlotte, Dallas/Fort Worth, Los Angeles, Miami, New York–JFK, Phoenix–Sky Harbor |
| Avianca             | Bogotá, Medellín–JMC |
| Avianca Costa Rica  | San José (CR) |
| Avianca El Salvador | San Salvador |
| British Airways     | London–Heathrow |
| Copa Airlines       | Panama City–Tocumen |
| Delta Air Lines     | Atlanta, Detroit, Los Angeles, Minneapolis/St. Paul, New York–JFK, Salt Lake City |
| Emirates            | Barcelona, Dubai–International |
| Iberia              | Madrid |
| KLM                 | Amszterdam |
| LATAM Brasil        | São Paulo–Guarulhos |
| LATAM Chile         | Santiago de Chile |
| LATAM Perú          | Lima |
| Lufthansa           | Frankfurt, München |
| Magnicharters       | Cancún, Huatulco, Ixtapa/Zihuatanejo, Mérida, Puerto Vallarta, San José del Cabo Szezonális: Cozumel, Manzanillo |
| Turkish Airlines    | Istanbul |
| United Airlines     | Chicago–O'Hare, Houston–Intercontinental, Newark, San Francisco, Washington–Dulles |
| Viva Aerobus        | Acapulco, Bogotá, Cancún, Chetumal, Chicago–O'Hare, Chihuahua, Ciudad Juárez, Ciudad Obregón, Culiacán, Dallas/Fort Worth, Guadalajara, Havana, Hermosillo, Houston–Intercontinental, Huatulco, Ixtapa/Zihuatanejo, La Paz, Las Vegas, Los Angeles, Mazatlán, Mérida, Monterrey, New York–JFK, Nuevo Laredo, Oaxaca, Puerto Escondido, Puerto Vallarta, Reynosa, San Antonio, San José del Cabo, Tampico, Tijuana, Torreón/Gómez Palacio, Tulum (kezdődik 2023. december 1-től), Tuxtla Gutiérrez, Veracruz, Villahermosa Charter: Varadero |
| Volaris             | Acapulco, Bogotá, Cancún, Chetumal, Chicago–O'Hare, Chihuahua, Ciudad Juárez, Cozumel, Culiacán, Dallas/Fort Worth, Denver, Guadalajara, Hermosillo, Houston–Intercontinental, Huatulco, Ixtapa/Zihuatanejo, La Paz, Las Vegas, Lima, Los Angeles, Los Mochis, Mazatlán, Mérida, Mexicali, Miami, Monterrey, Oakland, Oaxaca, Orlando, Puerto Escondido, Puerto Vallarta, Sacramento, San Antonio, San José del Cabo, Tapachula, Tijuana, Tuxtla Gutiérrez, Villahermosa |
| Volaris Costa Rica  | Guatemala City, San José (CR) |
| Volaris El Salvador | San Salvador |